# Fondo di sviluppo delle Nazioni Unite per le donne
Il Fondo di sviluppo delle Nazioni Unite per le donne (UNIFEM, in inglese United Nations Development Fund for Women) è un fondo delle Nazioni Unite, dipendente dal Programma delle Nazioni Unite per lo sviluppo, che offre assistenza finanziaria e tecnica per i programmi e le strategie che promuovono i diritti umani di donne, l'emancipazione femminile, la partecipazione politica, la sicurezza economica, la prevenzione delle malattie sessualmente trasmissibili e lo sviluppo della parità tra i sessi.
Il Fondo venne creato nel 1976, con la risoluzione 31/133 dell'Assemblea generale delle Nazioni Unite, come programma decennale sperimentale delle Nazioni Unite, reso permanente nel 1986.
La sede dell'organizzazione è a New York, ma può contare su 16 comitati nazionali.
Dall'8 aprile 2008 il direttore esecutivo è la spagnola  Inés Alberdi che succede e Noeleen Heyzer (diventato segretario esecutivo della commissione economica e sociale per l'Asia e Pacifico).
Nicole Kidman è ambasciatrice onoraria dell'UNIFEM.